# Ludovico Bonaccioli
Ludovico (o Lodovico) Bonaccioli, in latino Ludovicus Bonaciolus (Ferrara, 1475 – Ferrara, 1536), è stato un medico, editore e umanista italiano, particolarmente noto per essere stato il ginecologo di Lucrezia Borgia e per i suoi studi di ostetricia.

## Biografia
Compiuto il percorso scolastico nella città natale, dove fu allievo del Leoniceno, dal 1495 insegnò filosofia e medicina nell'Università di Ferrara. Nel 1502, con l'arrivo di Lucrezia Borgia alla corte degli Este, divenne suo medico particolare, seguendola anche negli spostamenti a Modena e a Reggio Emilia, in seguito ai casi di peste registrati nel 1505.
Seguace della tradizione scolastica e della medicina ippocratica tramandata da Galeno, studiò in modo particolare la struttura dell'apparato genitale femminile e le complicanze che potevano intervenire, nella donna, durante la gravidanza.  La sua unica opera a stampa, benché più volte pubblicata scorporata, a capitoli, è un manuale dal titolo Enneas muliebris, uscita tra il 1502 e il 1503. Si tratta di un trattato di ostetricia e ginecologia diviso in nove capitoli (i primi tre sono stati più volte ristampati con il titolo De uteri partiumque eius confectione), in cui vengono esaminate, tra l'altro, le parti anatomiche degli organi genitali femminili e le modalità sia della fecondazione, sia della formazione dell'embrione e del feto.
A Ferrara gli fu affidata anche una serie di iniziative editoriali. In tal senso, pubblicò alcune opere del suo maestro, il Leoniceno, fra le quali, nel 1509, la ristampa ampliata della celebre Plinii ac plurium aliorum (in cui era proposto per la prima volta un testo emendato alla Naturalis Historia di Plinio). Scrisse anche un'introduzione, sotto forma di lettera, all'edizione del 1519 del trattato Antisophista dello stesso medico di Lonigo.
Nel 1533 fu, con un altro allievo del Leoniceno, cioè Giovanni Manardo, nella ristretta cerchia di medici che tentò di curare Ludovico Ariosto.